# الحزب الديمقراطي الاجتماعي في جمهورية ألمانيا الديمقراطية
كان الحزب الديمقراطي الاجتماعي في جمهورية ألمانيا الديمقراطية (بالألمانية: Sozialdemokratische Partei in der DDR)‏ حزبًا ديمقراطيًا قائم خلال المرحلة الأخيرة من جمهورية ألمانيا الشرقية. واندمج في النهاية مع الحزب الديمقراطي الاجتماعي الألماني بألمانيا الغربية.

## التاريخ

### التأسيس

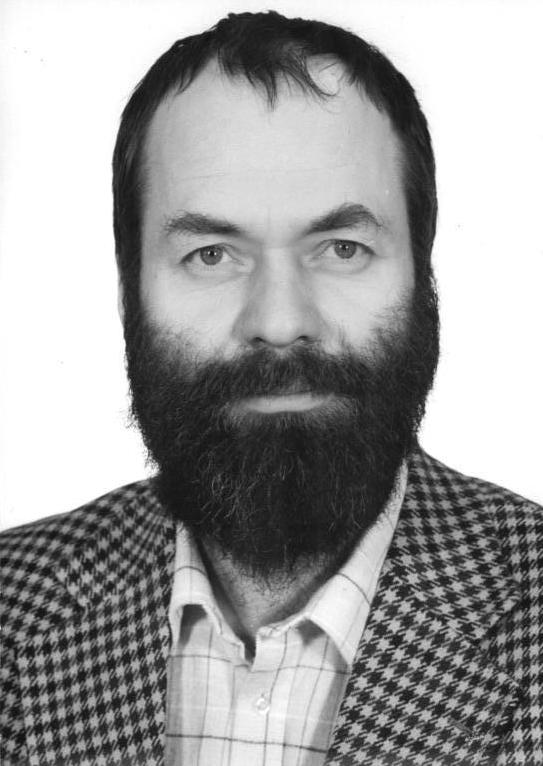
ماركوس ميكل

في أوائل عام 1989، أخذ البروتستانتي اللاهوتي ماركوس ميكل ومارتن غوتسايت، مبادرة لإعادة تأسيس الحزب الديمقراطي الاشتراكي في جمهورية ألمانيا الديمقراطية. وقام الاثنان بتحضيرات تنظيمية وفي أبريل 1989 أخرجا أول مشروع للمطالبة بتأسيسه. وفي أغسطس، قُدمت المطالبة في أبرشية جولجاثا جيميندي في برلين. ووقع على المطالبة، ميكل وغوتسايت والمدير والمدافع عن حقوق الإنسان إبراهيم بوهمي واللاهوتي أرندت نواك.
كانت الدعوة إلى تأسيس حزب سياسي خارج نظام الجبهة الوطنية تمثل تحديًا مباشرًا للنظام السياسي لجمهورية ألمانيا الديمقراطية وخاصة للحزب الحاكم، حزب الوحدة الاشتراكي في ألمانيا (SED)، والذي ضعفت قوته من خلال الوجود البسيط للحزب الديمقراطي الاجتماعي. تأسس حزب (SED) عام 1946 من خلال دمج الشيوعيين والجزء الخاص بألمانيا الشرقية للحزب الاشتراكي الديمقراطي (الذين أُكرهوا بشكل كبير من قبل سلطات الاحتلال السوفيتي) وبنى مطالبه على أن تكون السلطة هي الممثل الوحيد للطبقة العاملة.
وفي 7 أكتوبر 1989، تجمع أربعون أو خمسون شخصًا من برلين والأجزاء الجنوبية من الإقليم، في مقر كاهن شوانتي، وهي مدينة تقع بالقرب من برلين وأسسوا الحزب الديمقراطي الاجتماعي في جمهورية ألمانيا الديمقراطية. واختار الحزب الاختصار SDP لتجنب ربطه بكل من حزب SPD الذي تم دمجه في حزب SED وحزب ألمانيا الغربية لهذا الاسم. وتم انتخاب ستيفن هيلزبرج، وهو مبرمج، كأول متحدث باسم الحزب بينما أصبح إبراهيم بوهمي رئيسه.

### في المعارضة
بين شهري أكتوبر وديسمبر، تشكلت مجموعات محلية لحزب SDP في مدن مختلفة. ومن 7 ديسمبر 1989، شارك ممثلان من الحزب في محادثات المائدة المستديرة بين الحكومة المتمثلة في حزب SED بقيادة هانز مودرو وجماعات معارضة مختلفة. وأسفرت المحادثات عن انضمام ممثلي الجماعات المعارضة لمجلس وزراء مودرو وزراء بدون حقائب وزارية حتى يمكن عقد انتخابات حرة لـمجلس النواب. وفي 29 يناير، انضم والتر روبيرغ إلى الحكومة نيابة عن الحزب الاشتراكي الديمقراطي.

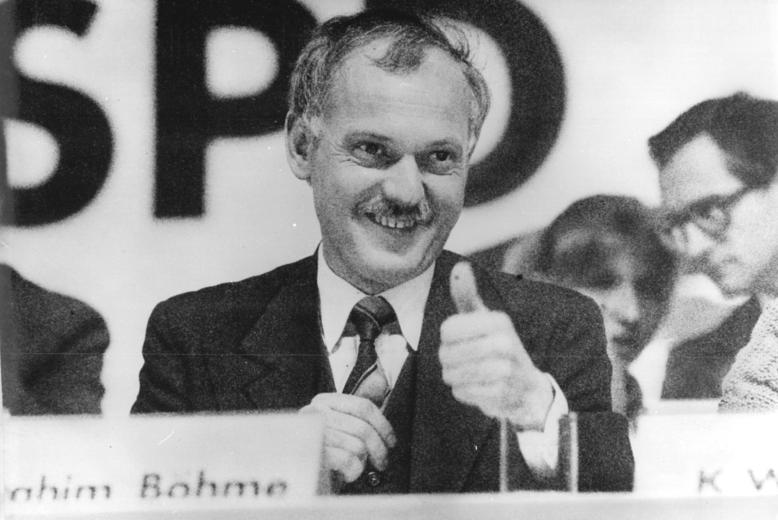
إبراهيم بوهمي بعد انتخابه رئيسًا للحزب في فبراير 1990.

في 13 يناير 1990، اجتمع مؤتمر المندوبين الأول للحزب في برلين وقرر تغيير الشكل القصير لاسم الحزب إلى SPD، كي يتماشى مع (ويربح من الارتباط بهذا الاختصار) الحزب الديمقراطي الاجتماعي بألمانيا الغربية. وفي الوقت نفسه، تم إنشاء منظمة الحزب على مستوى المقاطعات والمناطق.
كان من المقرر عقد الانتخابات في 18 مارس، ولكن قبل 3 أسابيع من هذا التاريخ، عقد حزب SPD أول مؤتمر للحزب من 22-25 فبراير في لايبزيغ. وأصدر مجلس النواب بيانًا رسميًا ونظامًا أساسيًا للحزب كما انتخب أيضًا مجلسًا تنفيذيًا، ويرأس الحزب بوهمي ويعد ميكل واحدًا من نوابه.
أسفرت نتائج الانتخابات عن نتائج مخيبة للآمال للحزب الاشتراكي الديمقراطي. وبدلاً من الحصول على الأغلبية المطلقة، كما كانوا يتوقعون، فازوا بنسبة 21.9% من الأصوات وهو ما يعادل 88 مقعدًا. وكان أداء الحزب أفضل في مناطق برلين (34.9%) وبوتسدام (34.4%) وفرانكفورت (أودر) (31.9%)، وأسوأ بشكل كبير في درسدن (9.7%). وعندما شكل البرلمان الجديد نفسه، انتُخب الاشتراكي الديمقراطي رينهارد هوبنر نائب رئيس مجلس النواب.

### في الحكومة
بعد مناقشات داخلية، وافق أعضاء الحزب على محادثات تشكيل حكومة ائتلافية مع الفائز في الانتخابات Allianz für Deutschland، الذي يتألف من الاتحاد الديمقراطي المسيحي (CDU) والاتحاد الاجتماعي الألماني (DSU) وحزب Demokratischer Aufbruch وكذلك مع Bund Freier Demokraten، وهو تحالف الأحزاب الليبرالية. وفي 12 أبريل، شكل الحزب الديمقراطي المسيحي Lothar de Maizière مجلس الوزراء ويشمل ستة اشتراكيين ديمقراطيين، من بينهم ماركوس ميكل (الشئون الخارجية) وريجين هيلدبراندت (القضايا الاجتماعية) ووالتر روبيرغ (المالية). وكان حزب SPD يؤيد في البداية سياسة مايتسيره للاتحاد السريع مع ألمانيا الغربية ولكن في 20 أغسطس 1990 انفصلوا عن مجلس الوزراء.

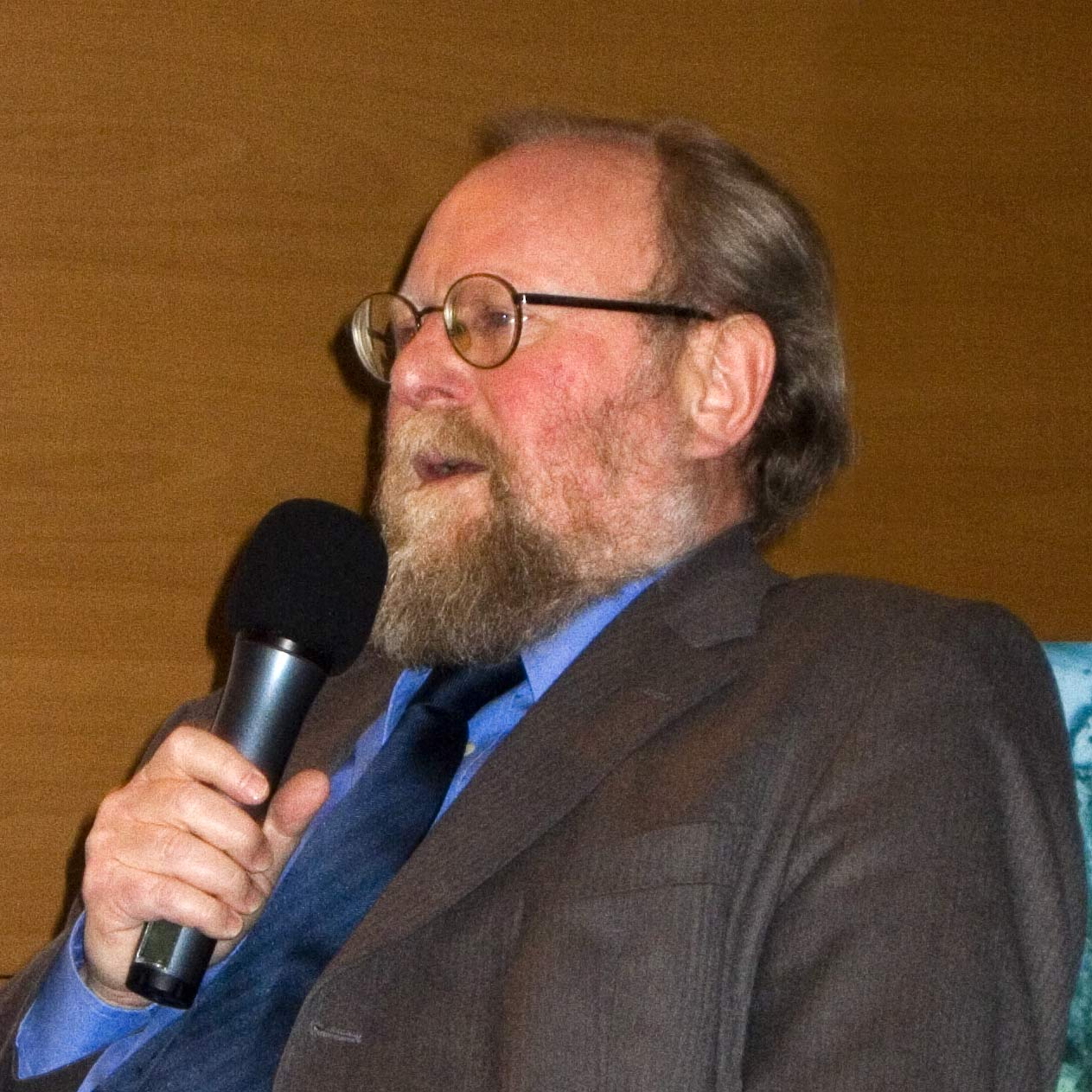
فولفغانغ تيرس

لم يكن إبراهيم بوهمي جزءًا من الحكومة الجديدة لأنه خلال محادثات تشكيل حكومة ائتلافية كان قد تم كشفه باعتباره مخبرًا لفترة طويلة لـشتازي من قبل مجلة دير شبيغل. وبالرغم من فشل بوهمي في الاعتراف بذلك، إلا أنه وافق على تعليق مهام حزبه (تم طرده في وقت لاحق من الحزب عام 1992). وفي 8 أبريل 1990، تم اختيار ميكل رئيسًا مؤقتًا، حتى انتخب الاجتماع الطارئ في هاله (سكسونيا-أنهالت) في 9 يونيو 1990 [فولفغانغ تيرس كرئيس جديد للحزب. وفي الوقت نفسه، انتُخب فيلي برانت، المستشار السابق لألمانيا الغربية والرئيس الفخري لحزب SPD بألمانيا الغربية، كرئيس فخرب لحزب SPD بألمانيا الشرقية كذلك.

### إعادة التوحيد
مع اقتراب إعادة توحيد ألمانيا في 3 أكتوبر 1990، عقد حزب SPD بألمانيا الشرقية المؤتمر النهائي للحزب في 26 سبتمبر 1990، وقرر دمجه مع حزب SPD بألمانيا الغربية. وفي اليوم التالي، دخل فولفغانغ تيرس المجلس التنفيذي للحزب الموحد وعُين أيضًا نائبًا للرئيس. واستقال من منصبه الأخير عام 2005 لكنه ظل عضوًا في المجلس حتى هذا التاريخ.

## مؤلفات
- (بالألمانية)

```
Wolfgang Grof: 
“In der frischen Tradition des Herbstes 1989”. Die SDP/SPD in der DDR: Von der Gründung über die Volkskammerarbeit zur deutschen Einheit
, Download: 
als PDF-Datei 308 KB
```